# Mandelʹshtam (Mondkrater)
Mandelʹshtam ist der Überrest eines großen Kraters auf der Mondrückseite. 
Am nordöstlichen Rand grenzt der Krater Papaleksi an und im Süden befindet sich Vening Meinesz. Der äußere Rand dieses Kraters ist kaum noch erhalten, wobei abschnittsweise eine unregelmäßige kreisförmige Erhöhung der Oberfläche erkennbar ist. Ein Großteil des Randes besteht aus Spalten, kleinen Kratern und Graten. Der Satellitenkrater Mandelʹshtam R überlagert den Rand im Südwesten, und Mandelʹshtam Y grenzt am nördlichen Rand. Der Innenboden des Kraters ist von Einschlägen übersät und der zentrale Teil wird von Mandelʹshtam A überlagert. Mandelʹshtam N liegt im Inneren entlang des südsüdwestlichen Innenrandes. Der nordwestliche Boden und teilweise der südöstliche Boden sind relativ eben und haben weniger Aufprallschäden erhalten. Der kleine Krater Mandelʹshtam F im Osten hat ein kleines Strahlensystem mit mehreren schwachen, streifigen Strahlen, die über dem Boden von Mandelʹshtam liegen.
Mandelʹshtam hat acht Nebenkrater:
| Buchstabe | Position           | Durchmesser | Link |
| --------- | ------------------ | ----------- | ---- |
| A         | 5,68° N, 162,38° O | 62 km       |      |
| F         | 5,1° N, 166,11° O  | 15 km       |      |
| G         | 4,42° N, 166,33° O | 29 km       |      |
| N         | 3,25° N, 161,56° O | 25 km       |      |
| Q         | 2,31° N, 158,73° O | 20 km       |      |
| R         | 4,4° N, 159,79° O  | 54 km       |      |
| T         | 5,55° N, 160,43° O | 36 km       |      |
| Y         | 9,09° N, 161,68° O | 32 km       |      |

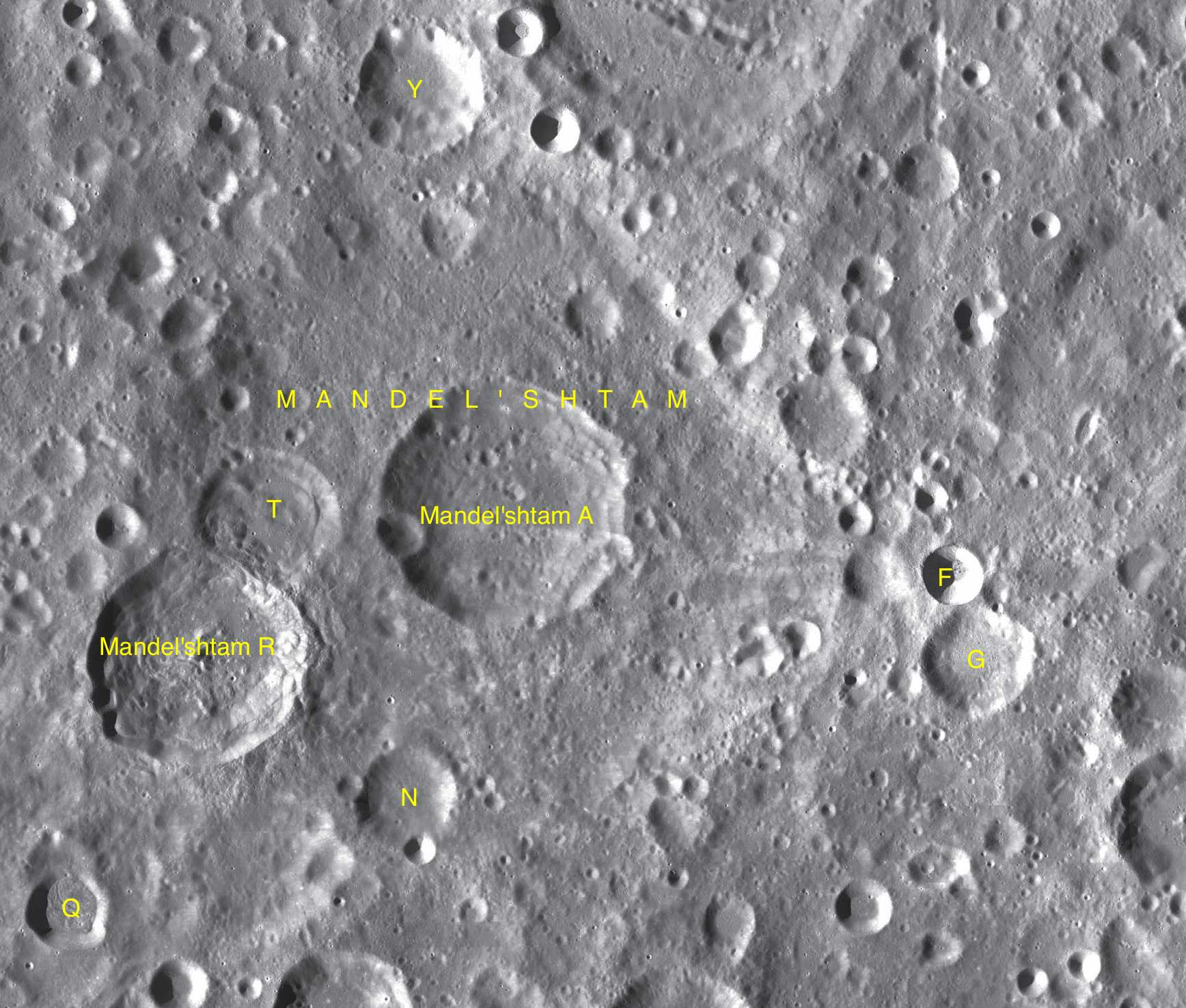
Mandel'shtam und seine Nebenkrater

Der Krater wurde 1970 von der IAU offiziell nach dem sowjetischen Physiker Leonid Isaakowitsch Mandelstam benannt.